# Lester Pearson
Lester Bowles Pearson, detto Mike (Newtonbrook, 23 aprile 1897 – Ottawa, 27 dicembre 1972), è stato un politico canadese, Primo ministro del Canada dal 1963 al 1968.
Durante il suo periodo da primo ministro del Canada, Pearson introdusse riforme ancora in vigore agli inizi del ventunesimo secolo, come il piano pensionistico canadese, il servizio sanitario pubblico (primo in tutto il Nordamerica), un programma di prestiti finanziari per gli studenti e la bandiera canadese. È anche uno dei padri dell'idea di un Canada bilingue, anche grazie al suo lavoro diplomatico a livello internazionale all'ONU, di cui fu anche presidente dell'assemblea generale nel 1952, è considerato uno dei più influenti canadesi del ventesimo secolo, vincendo nel 1957 il Premio Nobel per la pace.
A lui è dedicato l'omonimo aeroporto di Mississauga.

## Biografia

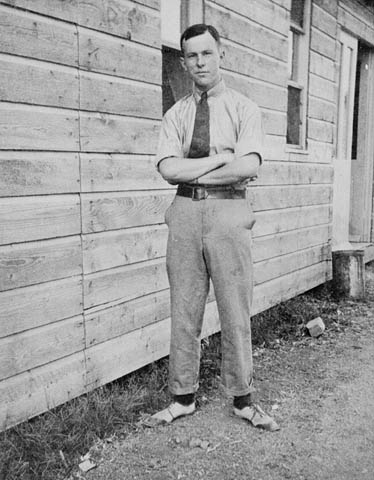
Pearson nel 1916, durante il suo periodo nell'esercito canadese

Nato a Newtonbrook, Ontario (successivamente diventata parte della municipalità di Toronto) da un ministro metodista, Pearson entrò all'Università di Toronto in 1914, dove si dimostrò un ottimo atleta in grado di eccellere in particolare come giocatore di hockey su ghiaccio e rugby. Entrò nei corpi medici dell'Arma canadese dopo lo scoppio della prima guerra mondiale, in quanto troppo giovane per servire come soldato; per due anni svolse i suoi compiti in Egitto e Grecia, prima di essere trasferito nel 1916 ai Royal Flying Corps (aviazione), dove servì per un anno prima di essere rispedito in Canada nel 1917 a causa di un incidente di bus. Fu in quel periodo che egli ricevette il nomignolo di "Mike", che gli fu dato da un istruttore di volo che riteneva "Lester" troppo poco adatto per un pilota di aerei.
Dopo la guerra, completò gli studi universitari a Toronto nel 1919; ottenne quindi una borsa di studio presso il St John's College della Oxford University, dove si laureò in storia moderna nel 1923 (livello bachelor) e quindi nel 1925 (masters). Quello stesso anno, Pearson sposò Maryon Moody con cui ebbe due figli, una femmina e un maschio.
Dopo aver terminato gli studi ad Oxford, Pearson ritornò in Canada per insegnare storia all'Università di Toronto, dove fu anche allenatore della squadra universitaria maschile di hockey su ghiaccio dei Varsity Blues. Si imbarcò quindi in una carriera presso il Dipartimento degli Affari Esteri del Canada, dove intraprese una notevole carriera diplomatica. Durante la seconda guerra mondiale, servì in un'occasione come corriere col nome in codice "Mike". Fu quindi nominato segretario di Stato per gli Affari Esteri nel governo liberale di Louis St. Laurent nel 1948. Poco dopo, Pearson si candidò al Parlamento per il partito liberale e vinse un seggio presso la Camera dei Comuni canadese nel collegio federale di Algoma East.

### Impegno per NATO e ONU
Ebbe un ruolo importante nella fondazione di ONU e NATO. Nel 1956 insieme a Gaetano Martino e Halvard Lange, (rispettivamente Ministri degli esteri di Canada, Italia e Norvegia) è stato anche uno dei tre «saggi» della NATO autori del rapporto sui compiti dell'Alleanza Atlantica nella sfera civile.
Nel 1957, Pearson fu insignito del Premio Nobel per la pace per il suo ruolo nella risoluzione della crisi di Suez attraverso le Nazioni Unite. Il comitato di selezione ritenne in particolare che, con le sue azioni, Pearson avesse "salvato il mondo". La Forza di Emergenza delle Nazioni Unite fu una creazione di Pearson, spesso considerato il padre dell'idea moderna di peacekeeping. I suoi modi pacifici e il prestigio internazionale portarono quindi a considerare il suo nome come possibile futuro segretario generale dell'ONU.

### Primo Ministro
Nel 1958, Pearson fu eletto leader del Partito Liberale del Canada durante il congresso nazionale, ma il suo partito fu nettamente sconfitto alle elezioni federali tenutesi quello stesso anno. Nelle elezioni del 1962 i liberali di Pearson riuscirono a ridurre il gap con i conservatori progressisti di John Diefenbaker, che persero la maggioranza assoluta dei seggi alla camera dei Comuni.
Nel 1963, dopo la caduta del governo di minoranza retto da Diefenbaker e le conseguenti elezioni, Pearson conquistò la maggioranza relativa dei seggi del parlamento. Dopo la vittoria elettorale del 1963, Pearson fu nominato primo ministro di un governo di minoranza. Egli fu quindi confermato primo ministro in seguito alle elezioni del 1965, ancora una volta alla guida di un governo liberale di minoranza.
Pearson non riuscì mai ad ottenere una maggioranza assoluta di seggi al Parlamento su cui appoggiarsi, ma malgrado ciò riuscì ad introdurre riforme sociali di notevole importanza, come il piano federale di sanità pubblica Medicare, introdotto qualche anno prima nella provincia di Saskatchewan dal suo primo ministro Tommy Douglas, nonché un piano pensionistico federale canadese, un piano federale di prestiti economici per gli studenti e la nuova bandiera nazionale del Canada. Molti di questi piani furono in realtà implicitamente derivanti e conseguenti all'appoggio esterno dei social-democratici del Nuovo Partito Democratico guidati da Tommy Douglas stesso. Altre riforme degne di nota furono l'imposizione per legge del limite di 40 ore settimanali lavorative, un nuovo salario minimo e l'obbligo di garantire almeno due settimane di ferie. Susseguentemente, Pearson firmò nel gennaio 1965 un accordo denominato Canada-United States Automotive Agreement o Auto Pact, che cancellava tutti i dazi doganali tra Canada e Stati Uniti su automobili, camion, autobus, pneumatici, componenti di automobili, portando il livello di disoccupazione al minimo storico in oltre dieci anni. 
Durante il suo periodo da primo ministro, Pearson resistette alle pressioni americane per persuadere il Canada a prender parte alla guerra del Vietnam, sostenendo piuttosto il suo supporto per un accordo negoziato tra le parti in guerra. Quando Pearson poi recò visita al presidente statunitense Lyndon B. Johnson il giorno successivo a quest'ultima dichiarazione, egli fu criticato in maniera veemente per le sue posizioni. Malgrado ciò, gli anni di governo di Pearson sono ricordati come un periodo di miglioramento delle relazioni tra il Canada e il vicino statunitense.
Pearson inaugurò anche diverse Commissioni Reali, comprese una sullo stato delle donne e un'altra sul bilinguismo. Esse istituirono cambiamenti che aiutarono a creare la parità dei diritti per le donne e portarono il Canada ad essere un paese ufficialmente bilingue. Dopo Pearson, infatti, il francese divenne lingua ufficiale del Canada, e il governo federale garantì servizi in entrambe le lingue. Lo stesso Pearson sperava che egli sarebbe stato l'ultimo primo ministro canadese "monolingue", ed infatti la fluenza sia in francese sia in lingua inglese crebbe di importanza negli anni successivi all'addio alla carica di primo ministro da parte di Pearson fino a diventare un vero e proprio requisito non ufficiale per i candidati alla posizione di primo ministro.
Pearson è anche ricordato per aver istituito il primo sistema nazionale di immigrazione "race-free", ossia non discriminante nei confronti di talune popolazioni, cancellando il precedente sistema che invece era in qualche misura discriminante per popoli come gli ebrei e i cinesi. Il sistema di Pearson, basato su un punteggio calcolato principalmente in base alle esperienze lavorative ed accademiche del candidato, nonché alle sue conoscenze delle due lingue ufficiali, incoraggiò fortemente l'immigrazione verso il Canada, e un sistema abbastanza simile è tuttora in vigore.
Pearson diresse inoltre nel 1967 le celebrazioni per il centenario del Canada. Quell'anno, l'agenzia giornalistica principale del Paese Canadian Press nominò Pearson Canadian Newsmaker of the Year citando la sua leadership durante le celebrazioni che portarono la Centennial Flame nell'edificio parlamentare di Parliament Hill, ad Ottawa.
Sempre nel 1967, il presidente francese Charles de Gaulle andò in visita in Québec. Durante tale visita, de Gaulle mostrò chiaramente di essere un acceso sostenitore dell'indipendenza del Québec stesso, spingendosi fino a dire che la sua sfilata a Montréal gli riportava alla mente il suo ingresso a Parigi dopo la liberazione dall'occupazione nazista durante la seconda guerra mondiale. Charles de Gaulle tenne infine un comizio, sempre a Montreal, che terminò con l'esplicita invocazione Vive le Québec libre! ("Viva il Québec libero!"). Considerati gli aiuti da parte del Canada nei confronti della Francia durante le due guerre mondiali e quella che era vista come una vera e propria intrusione negli affari interni di un Paese sovrano da parte di un leader straniero, Pearson criticò aspramente de Gaulle il giorno successivo agli avvenimenti, sottolineando che "i canadesi non hanno bisogno di essere liberati", e chiarendo che de Gaulle non era più il benvenuto in Canada. Conseguentemente, il presidente francese fece ritorno in Europa, e non tornò mai più a visitare il Canada.

### Ultimi anni

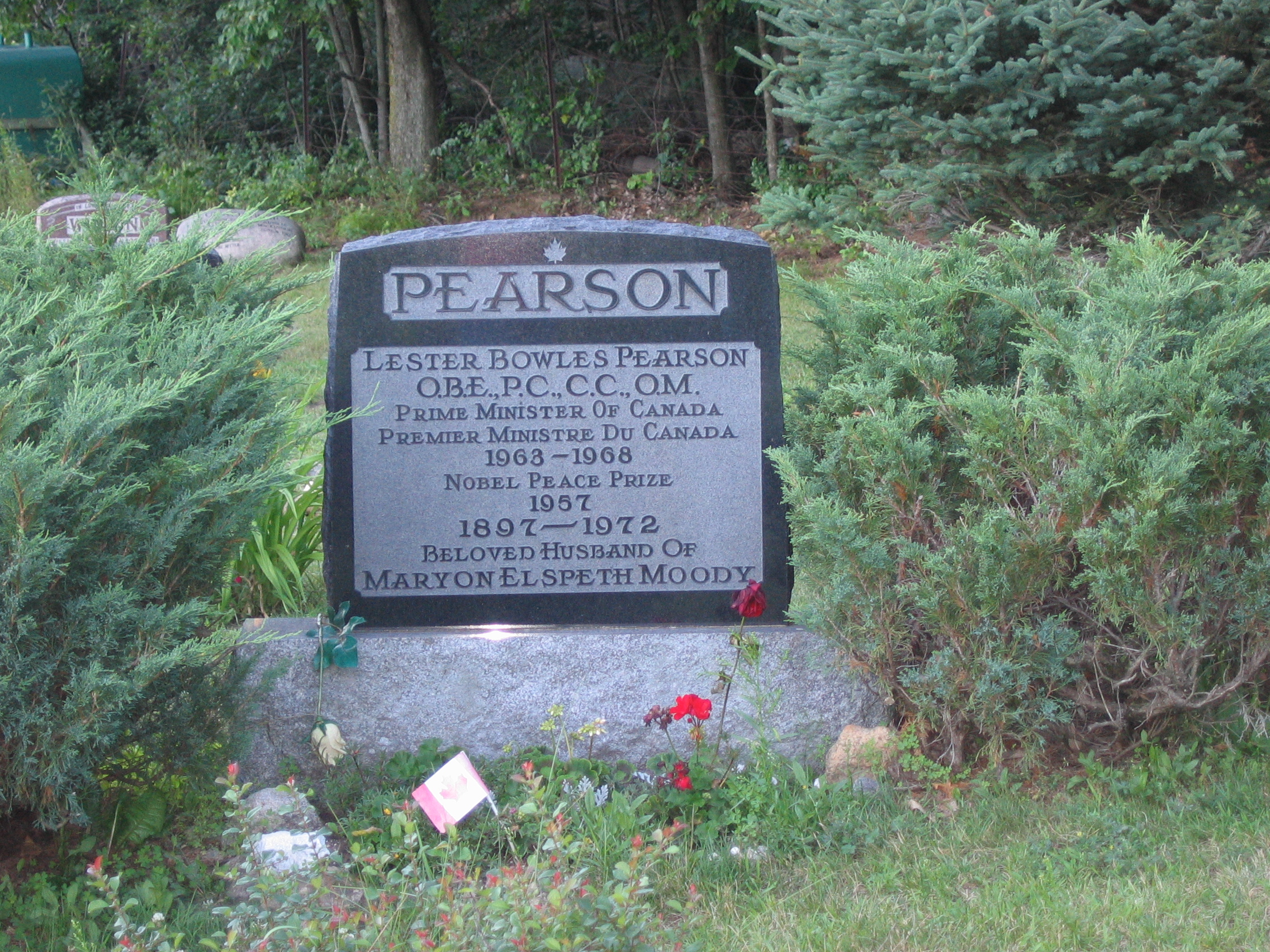
La tomba di Pearson a Wakefield, Québec nel 2004

Dopo aver annunciato il 14 dicembre 1967 la sua intenzione di ritirarsi dalla politica, il partito liberale convocò un congresso nel 1968, da cui uscì vincitore Pierre Trudeau, ministro della giustizia nel governo Pearson ed incoraggiato a suo tempo ad entrare nel partito da Pearson stesso. Trudeau divenne successivamente primo ministro, come più in avanti avvenne anche ad altri due ex ministri del governo Pearson, John Turner e Jean Chrétien. Paul Martin, figlio del ministro per gli affari esteri Paul Martin Sr., divenne poi anch'egli primo ministro agli inizi del ventunesimo secolo.
In seguito al suo ritiro dalla politica, Pearson divenne professore di relazioni internazionali all'Università Carleton di Ottawa, e rettore della stessa. Nel 1968, fu nominato Companion of the Order of Canada, la più alta onorificenza a livello nazionale. Nel 1971, gli fu conferito l'Ordine al Merito del Regno Unito dalla regina Elisabetta II del Regno Unito.
Pearson morì di cancro il 27 dicembre 1972 ad Ottawa, e fu seppellito nelle vicine Colline di Gatineau nel MacLaren Cemetery di Wakefield, Québec.